# Большая Рудница
Большая Рудница или Рудница — деревня в Бежаницком районе Псковской области. Входит в состав сельского поселения муниципальное образование «Лющикская волость».
Расположена в 11 км к северо-западу от райцентра Бежаницы.
Численность населения по оценке на 2000 год составляла 46 жителей.